# アンゴロ・テルメ
アンゴロ・テルメ（伊: Angolo Terme）は、イタリア共和国ロンバルディア州ブレシア県にある、人口約2,300人の基礎自治体（コムーネ）。
温泉地でもあり、効能は肝臓病、消化器疾患、泌尿器疾患。

## 地理

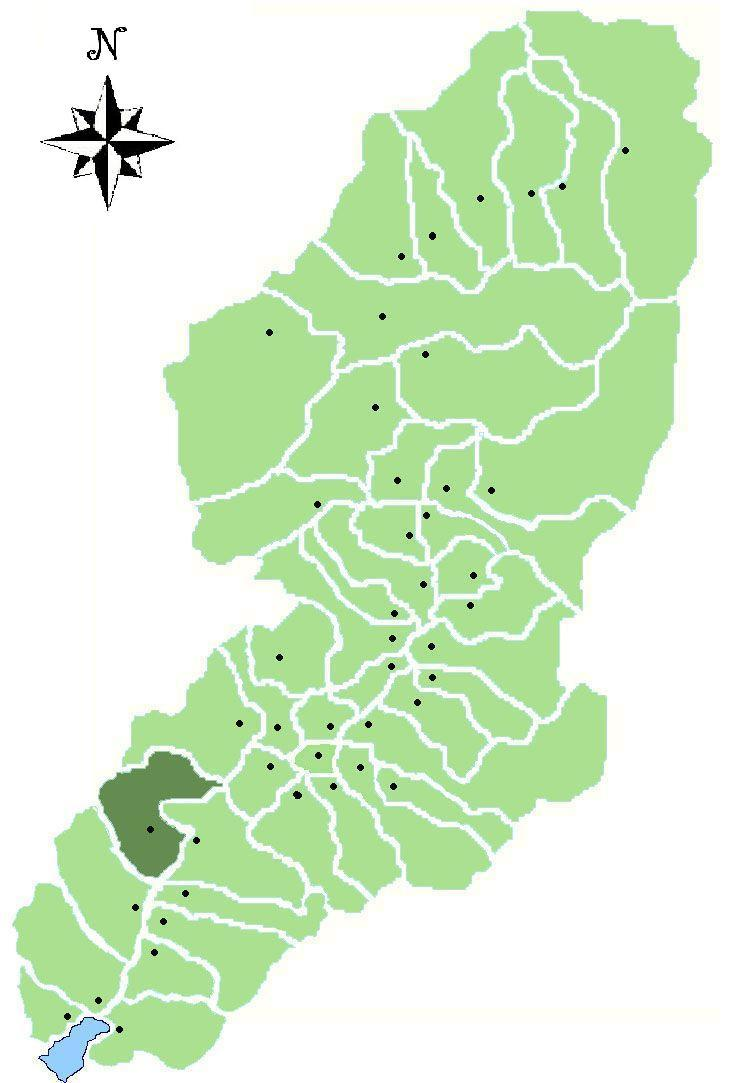
ヴァル・カモニカにおけるコムーネの領域

### 位置・広がり
ブレシア県北部、ヴァル・カモニカ地方のコムーネ。県都ブレシアから北へ39km、州都ミラノから東北東へ88kmの距離にある。

#### 隣接コムーネ
隣接するコムーネは以下の通り。括弧内は県名略記号。
| - アッツォーネ (BG) - ボルノ - カスティオーネ・デッラ・プレゾラーナ (BG) - コーレレ (BG) - ダルフォ・ボアーリオ・テルメ - ピアンコーニョ - ローニョ (BG) |

### 地震分類
イタリアの地震リスク階級 (it) では、3 に分類される
。

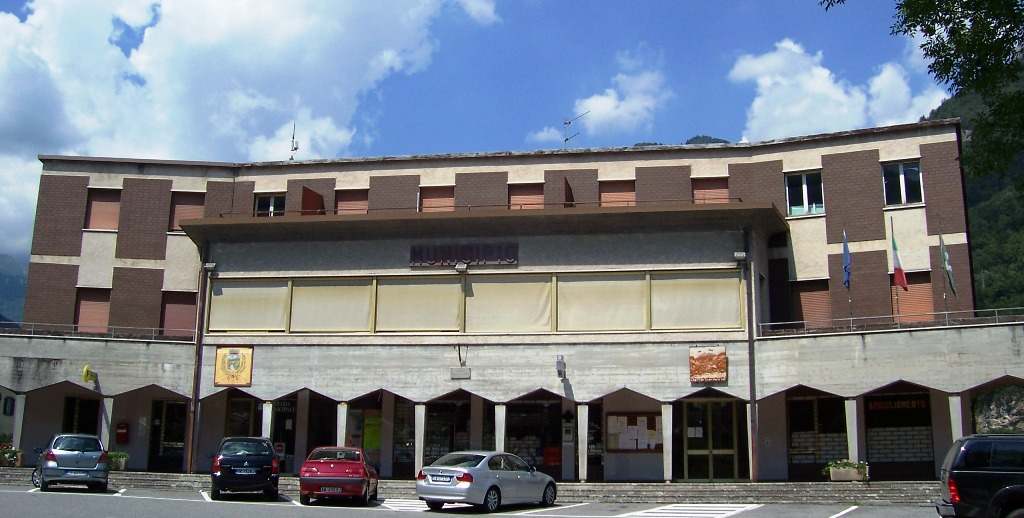
市庁舎

## 行政

### 分離集落
アンゴロ・テルメには、以下の分離集落（フラツィオーネ）がある。
- Anfurro, Mazzunno, Terzano

### 山岳部共同体
広域行政組織である山岳部共同体「ヴァッレ・カモニカ山岳部共同体」 (it:Comunità montana di Valle Camonica) （事務所所在地: ブレーノ）を構成するコムーネの一つである。